# Admiralty Naval Staff
Le Admiralty Naval Staff (en anglais : état-major naval de l'Amirauté) est l'ancien département de commandement supérieur, de planification opérationnelle, de politique et de stratégie au sein de l'Amirauté britannique. Il est créé en 1917 et existe jusqu'en 1964, date à laquelle le département de l'Amirauté est supprimé. Il est remplacé par le ministère de la Défense (état-major naval) au sein du département de la marine du ministère de la Défense.

## Histoire
En décembre 1916, l'amiral John Jellicoe est nommé amiral de la flotte et First Sea Lord. Il supervise l'expansion de l'état-major de la marine à l'Amirauté et l'introduction des convois. En avril 1917, le Admiralty War Staff est supprimé et remplacé par un nouveau département, le Admiralty Naval Staff. Jellicoe reçoit également le titre supplémentaire de Chief of the Naval Staff (chef d'état-major de la marine). Il est assisté initialement par deux adjoints, le Deputy Chief of the Naval Staff (chef adjoint de l'état-major de la marine) et le Assistant Chief of the Naval Staff (assistant au chef de l'état-major de la marine) qui sont rejoints plus tard par le Deputy First Sea Lord (premier lord adjoint de la marine) et le Vice Chief of the Naval Staff (vice-chef d'état-major de la marine). Jellicoe est relevé de ses fonctions à la fin de l'année 1917. Des changements dans la structure de l'état-major sont mis en œuvre à partir de 1918. Pendant l'entre-deux-guerres, certaines divisions sont supprimées en temps de paix, mais sont rétablies avec l'avènement de la Seconde Guerre mondiale. Après la guerre, les divisions sont à nouveau réduites en taille.